# Černý kotel
Černý kotel (v anglickém originále The Black Cauldron) je dětská fantasy novela z roku 1964. Patří do pětisvazkové knižní ságy Kroniky Prydainu, jejímž autorem je americký spisovatel Lloyd Alexander. Podle této knihy byl režiséry Tedem Bermanem a Richardem Richem natočen v roce 1985 v produkci Walt Disney Pictures animovaný film Černý kotel. Postavy zde namluvily známé filmové hvězdy, jako Grant Bardsley, Susan Sheridan, Freddie Jones, Nigel Hawthorne, a John Hurt.